# Primera División de voleibol 1975-76
La temporada 1975/1976 de la Liga Nacional de Voleibol fue la XII edición de la competición. Tuvo como campeón al Real Madrid.

## Clasificación
| Pos | Equipo                         | J  | G  | P  |
| --- | ------------------------------ | -- | -- | -- |
| 1   | Real Madrid                    | 16 | 16 | 0  |
| 2   | Atlético de Madrid             | 16 | 12 | 4  |
| 3   | Grupo Covadonga                | 16 | 10 | 6  |
| 4   | C.E. Hispano Francés Barcelona | 16 | 9  | 7  |
| 5   | José Antonio Madrid            | 16 | 8  | 8  |
| 6   | Pilar Vigo                     | 16 | 6  | 10 |
| 7   | A.C.D. Bomberos                | 16 | 6  | 10 |
| 8   | Los Cármenes Granada           | 16 | 2  | 14 |
| 9   | Universitario Valladolid       | 16 | 2  | 14 |

- Datos: Q16591211